# الدوري الروسي لكرة السلة للسيدات
الدوري الروسي لكرة السلة للسيدات (بالروسية: Чемпионат России по баскетболу среди женщин) هو دوري كرة سلة للسيدات في روسيا تأسس في سنة 1992 تلعب فيه 10 فرق. يعتبر فريق إيكاترينبورغ الأكثر فوزا به برصيد 10 ألقاب.

## وصلات خارجية
- الموقع الرسمي